# Answer That and Stay Fashionable
Answer That And Stay Fashionable är den amerikanska rockgruppen AFI:s första fullängdsalbum, utgivet i augusti 1995 av Wingnut Records. En nyutgåva släpptes i april 1997 av Nitro Records.

## Låtlista
1. "Two of a Kind" - 1:31
2. "Half Empty Bottle" - 1:39
3. "Yürf Rendenmein" - 2:14
4. "I Wanna Get a Mohawk (But Mom Won't Let Me Get One)" - 1:12
5. "Brownie Bottom Sundae" - 1:47
6. "The Checkered Demon" - 2:08
7. "Cereal Wars" - 1:17
8. "The Mother in Me" - 2:06
9. "Rizzo in the Box" - 1:50
10. "Kung-Fu Devil" - 2:15
11. "Your Name Here" - 2:28
12. "Ny-Quil" - 2:07
13. "Don't Make Me Ill" - 2:41
14. "High School Football Hero" - 1:53
15. "Self Pity" - 0:57 (endast på vinylutgåva)
16. "Key Lime Pie" - 0:36 (endast på vinylutgåva)